# Emily Nishikawa
Pour les articles homonymes, voir Nishikawa (homonymie).
Emily Nishikawa, née le 26 juillet 1989 à Whitehorse, au Yukon, est une fondeuse canadienne.

## Biographie
À l'âge de 14 ans, elle choisit le ski de fond au détriment de la gymnastique qu'elle  pratiquait jusque là.
Membre du club de sa ville natale Whitehorse, elle prend part à ses premières compétitions au niveau continental lors de la saison 2005-2006.
En janvier 2008, Nishikawa est conviée à l'étape de Coupe du monde à Canmore, où elle réside, courant le dix kilomètres (53e). Juste après, elle signe son premier podium officiel avec une troisième place dans un sprint lors de l'US Super Tour.
Nishikawa honore ensuite trois sélections pour les Championnats du monde des moins de 23 ans, en 2010 à Hinterzarten, 2011 à Otepää, y prenant notamment une seizième place sur le dix kilomètres libre comme meilleur résultat individuel et 2012 à Erzurum. Elle connaît du succès dans la Coupe nord-américaine, terminant d'abord deux fois deuxième en 2011 et 2012, puis deux fois gagnante en 2014 et 2015. Entre-temps, elle dispute son premier championnat du monde élite en 2013 à Val di Fiemme, terminant au mieux 38e sur le trente kilomètres, sur quatre courses. Son meilleur résultat dans les Championnats du monde est obtenu deux ans plus tard avec une 29e sur le dix kilomètres à Falun.
Elle a participé aux Jeux olympiques d'hiver de 2014 à Sotchi, terminant 42e au skiathlon 15 km, 47e au 10 km classique et 14e au relais.
En décembre 2014, la Canadienne inscrit ses premiers points pour le classement général de la Coupe du monde avec une 28e place au dix kilomètres classique à Davos. Hormis une 22e place à Lahti obtenue cet hiver aussi, elle doit attendre la saison 2018-2019 pour retrouver le top 30 en Coupe du monde, se classant notamment 25e du Tour de ski, avec une 20e place sur une étape. Même si elle effectue sa meilleure saison en 2019, elle décide d'arrêter sa carrière sportive à l'issue de l'hiver suivant.
En 2018, elle a pris part à ses deuxièmes jeux olympiques à Pyeongchang, courant les six épreuves au programme, pour obtenir comme meilleur résultat individuel une 30e place au trente kilomètres et deux treizièmes places  par équipes.
En 2016, elle est la grande gagnante des championnats nationaux, en remportant trois médailles d'or dont celle du marathon (30 km classique).
Son frère Graham est notamment le guide de Brian McKeever, fondeur paralympique à succès.

## Palmarès

### Jeux olympiques d'hiver
| Épreuve / Édition   | Sprint                           | Sprint                           | 10 km                            | 10 km                            | Skiathlon 2 × 7,5 km | 30 km | Relais | Relais   |
| Épreuve / Édition   | libre                            | classique                        | libre                            | classique                        | Skiathlon 2 × 7,5 km | 30 km | Sprint | 4 × 5 km |
| JO 2014 Sotchi      | —                                | Épreuve inexistante à cette date | Épreuve inexistante à cette date | 47e                              | 42e                  | —     | —      | 14e      |
| JO 2018 Pyeongchang | Épreuve inexistante à cette date | 34e                              | 32e                              | Épreuve inexistante à cette date | 44e                  | 30e   | 13e    | 13e      |

Légende :
- : pas d'épreuve
- — : Non disputée par Nishikawa

### Championnats du monde
| Épreuve / Édition           | Sprint                           | Sprint                           | 10 km                            | 10 km                            | Skiathlon 2 × 7,5 km | 30 km | Relais | Relais   |
| Épreuve / Édition           | libre                            | classique                        | libre                            | classique                        | Skiathlon 2 × 7,5 km | 30 km | Sprint | 4 × 5 km |
| Mondiaux 2013 Val di Fiemme | Épreuve inexistante à cette date | 57e                              | 57e                              | Épreuve inexistante à cette date | Abandon              | 38e   | —      | -        |
| Mondiaux 2015 Falun         | Épreuve inexistante à cette date | -                                | 29e                              | Épreuve inexistante à cette date | -                    | 31e   | -      | -        |
| Mondiaux 2017 Lahti         | -                                | Épreuve inexistante à cette date | Épreuve inexistante à cette date | 36e                              | 37e                  | 39e   | -      | 10e      |
| Mondiaux 2019 Seefeld       | -                                | Épreuve inexistante à cette date | Épreuve inexistante à cette date | 36e                              | -                    | 39e   | 12e    | 12e      |

Légende :
- : pas d'épreuve
- — : Non disputée par Nishikawa

### Coupe du monde
- Meilleur classement général : 56e en 2019.
- Meilleur résultat individuel : 20e.

#### Classements en Coupe du monde
| Année     | Classement général final | Classement distance |
| 2014-2015 | 106e                     | 77e                 |
| 2018-2019 | 66e                      | 55e                 |

### Championnats du Canada
- Championne sur le dix kilomètres libre en 2012.
- Championne sur le cinq kilomètres classique en 2014 et 2016.
- Championne sur le dix kilomètres classique en 2015.
- Championne sur le trente kilomètres classique en 2016.
- Championne sur le dix kilomètres classique en 2019.